# Elisabeth R. Hager
Elisabeth R. Hager (* 21. Oktober 1981 in St. Johann in Tirol) ist eine österreichische Autorin, Klangkünstlerin und Kulturvermittlerin.

## Leben
Sie lebt in Berlin und Tirol, ist redaktionelle Mitarbeiterin in der Abteilung Radiokunst von Deutschlandfunk Kultur und schreibt als Gastautorin von „10 nach 8“ für Die Zeit.
Von 2000 bis 2004 studierte sie Komparatistik und Germanistik in Innsbruck, Aix en Provence und Berlin. Von 2005 bis 2007 absolvierte sie ein Postgraduiertenstudium der Angewandten Literaturwissenschaft an der FU Berlin. Ihre Doktorarbeit in der Neuen Deutschen Literatur blieb unvollendet.
Hagers Debütroman Kometen erschien 2012 im Wiener Milena Verlag. Die Autorin publizierte außerdem in Anthologien und Zeitschriften. Sie erhielt mehrere Auszeichnungen, u. a. das Hilde Zach Literaturstipendium der Stadt Innsbruck 2018.
Im Frühjahr 2019 erschien im Klett-Cotta Verlag ihr zweiter Roman 5 Tage im Mai. Im Herbst 2022 folgte, ebenfalls im Klett-Cotta Verlag, ihr dritter Roman Der tanzende Berg. Sie ist Mitgründerin des PEN Berlin.

## Werk
Bücher
- Kometen, Roman, - Wien : Milena-Verlag, 2012 ISBN 978-3-85286-220-0
- Harakeke, Kurzprosa - Hamburg, Germany : Literatur-Quickie, Probsthayn, 2019 ISBN 978-3-945453-59-9
- Fünf Tage im Mai, Roman, - Stuttgart : Klett-Cotta Verlag, 2019 ISBN 978-3-608-96264-2
- Der tanzende Berg, Roman - Stuttgart : Klett-Cotta Verlag, 2022  ISBN 978-3-608-98488-0

Beiträge, Auswahl
- Augen, Blicke: Anthologie, fza verlag 2007
- Female Science Faction Reloaded: Ausgewählte Erzählungen, Promedia, Wien 2009
- Schönheit und Vergänglichkeit: Ein Kunst Lesebuch, Edition Sammlung Essl 2011
- Brandreden: Podium 165/166, Gedichte, Podium 2012
- Streuungsmuster: Ausgewählte Texte vom Lise Meitner Literaturpreis, Promedia 2014

## Würdigungen, Auswahl
- 2010: Aufenthaltsstipendium im Domus Artium in Paliano (Italien)
- 2013: Finalistin beim Nachwuchswettbewerb des Theaters in der Drachengasse, Wien - mit Fabian Faltin
- 2013/2014: Arbeitsstipendium des Landes Tirol für das Romanprojekt Das Reisetagebuch
- 2017: Werkstipendium des BMUKK (österr. Bundeskanzleramt)
- 2017: Stipendiatin der Summer School Südtirol
- 2017/2018: Projektstipendium des österreichischen Bundeskanzleramts
- 2018: Reisestipendium des österreichischen Bundeskanzleramts
- 2018: Hilde Zach-Literaturstipendium der Stadt Innsbruck 2018[8]